# 軟食中獸科
軟食中獸科（Hapalodectidae）是已滅絕的中爪獸目，生存於古新世至始新世的北美洲及亞洲，體型相對較細小，只有1-8公斤重。軟食中獸科與著名的中爪獸科稍為不同，牠們的牙齒適合切開食物，尤其是肉類，而其他的中爪獸目（如中爪獸或中國中獸）的牙齒則適合咬碎骨頭。軟食中獸科曾被認為是中爪獸科的亞科，但從河塘軟食中獸的頭顱骨得知一些不同之處而足以成立自己的科。河塘軟食中獸的眶後棒在眼窩後閉合，但其他的中爪獸目則沒有這個特徵。對於軟食中獸科的骨骼所知甚少，而顱後骨骼則只有肱骨被描述。這根骨頭的形態顯示牠們較中爪獸目不怎麼適合陸上運動。